# Xorides jezoensis
Xorides jezoensis är en stekelart som först beskrevs av Matsumura 1912.  Xorides jezoensis ingår i släktet Xorides och familjen brokparasitsteklar. Inga underarter finns listade i Catalogue of Life.